# Liutînka, Jîdaciv
Liutînka (în ucraineană Лютинка) este un sat în comuna Melnîci din raionul Jîdaciv, regiunea Liov, Ucraina.

## Demografie
Componența lingvistică a localității Liutînka
     Ucraineană (100%)
Conform recensământului din 2001, toată populația localității Liutînka era vorbitoare de ucraineană (100%).